# Eschenbach in der Oberpfalz
Eschenbach in der Oberpfalz település Németországban, azon belül Bajorországban. Lakosainak száma 4646 fő (2023. december 31.).

## Népesség
A település népessége az elmúlt években az alábbi módon változott:
| Lakosok száma | 922  | 3771 | 3942 | 3994 | 3877 | 3838 | 3986 | 4056 | 4331 | 4646 |
|               | 1875 | 1970 | 1975 | 2011 | 2013 | 2014 | 2016 | 2019 | 2021 | 2023 |